# Chris Frazier
Christopher Dewayne Frazier (* 20. Juli 1990 in Mannheim) ist ein deutsch-US-amerikanischer Basketballspieler. Frazier ist 1,82 Meter groß und spielte zumeist auf der Position zwei (Shooting Guard). Er war vor allem als guter Distanzschütze bekannt.

## Laufbahn
Frazier ist der Sohn einer deutschen Mutter und eines US-amerikanischen Vaters, der als Soldat in Deutschland stationiert war. Er spielte während seiner Jugendzeit Basketball bei der TSG Heidelberg und der TSG Sandhausen sowie später an der Heidelberg High School, einer amerikanischen Schule in Deutschland, und betrieb dort auch Leichtathletik und American Football. 2009 wechselte er zum Regionalligaverein TV Schwetzingen. Eine professionelle Basketballkarriere strebte er nach eigener Aussage zunächst nicht an.
Zwischen 2010 und 2014 spielte er an der University of Dubuque im US-Bundesstaat Iowa und machte dort als treffsicherer Distanzwerfer von sich reden: In insgesamt 107 Partien für Dubuque traf er 242 Dreipunktwürfe (bei 585 Versuchen, also mit einer Trefferquote von 41,4 Prozent).
Zur Saison 2014/15 kehrte Frazier nach Deutschland zurück und schloss sich dem Drittligisten BBC Magdeburg aus der 2. Bundesliga Pro B an. Er kam in 20 Pro-B-Partien zum Einsatz und erzielte im Schnitt 16,1 Punkte, 4,5 Rebounds sowie 1,7 Assists pro Spiel. Frazier traf im Laufe der Saison 69 seiner 186 Dreipunktwürfe.
Im Juli 2015 unterschrieb er einen Vertrag beim Bundesligisten Crailsheim Merlins. Er absolvierte 13 Saisonspiele für die Crailsheimer (2,3 Punkte im Schnitt) und stieg mit der Mannschaft aus der Bundesliga ab. Zur Saison 2016/17 wechselte Frazier zu den Artland Dragons in die dritthöchste deutsche Spielklasse, die 2. Bundesliga Pro B. Mit 69 getroffenen Dreipunktwürfen war er in dieser Spielzeit zweitbester Spieler der ProB in dieser Kategorie. Frazier brachte es 2016/17 auf 25 Einsätze für die Quakenbrücker und einen Punkteschnitt von 13 pro Spiel.
Im Juni 2017 wurde er vom ProB-Ligisten Rostock Seawolves unter Vertrag genommen und errang mit den Mecklenburgern im Frühjahr 2018 die Vizemeisterschaft, was den Aufstieg in die 2. Bundesliga ProA bedeutete. Frazier trug zu diesem Erfolg in 31 Saisonspielen im Schnitt 9,9 Punkte bei. Mit 63 getroffenen Dreipunktwürfen war er bester Distanzschütze der Rostocker. In der 2. Bundesliga ProA erhielt er im Spieljahr 2018/19 in Rostock nur sehr begrenzte Einsatzzeiten (6:42 Minuten pro Begegnung) und verließ die Hansestadt in der Sommerpause 2019 in Richtung der Iserlohn Kangaroos (2. Bundesliga ProB). Für die Mannschaft aus dem Sauerland erzielte Frazier im Laufe des Spieljahres 2019/20 im Durchschnitt 14,7 Punkte je Begegnung. Seine 64 getroffenen Dreipunktwürfe (bei einer Erfolgsquote von 44,8 Prozent) waren mannschaftsinterner Höchstwert.
Im Juni 2020 vermeldeten die Wiha Panthers Schwenningen (2. Bundesliga ProA) seine Verpflichtung. Frazier war in Schwenningen Mannschaftskapitän. 2022 zog es ihn zum Drittligisten EN Baskets Schwelm. Dort war er Mannschaftskapitän und spielte bis 2025 für die Schwelmer. Zur Spielzeit 2025/26 kehrte Frazier nach Rostock zurück, wurde Spieler der zweiten Herrenmannschaft sowie Trainer im Nachwuchsbereich der Mecklenburger.